# Фонтне сир Орн
Фонтне сир Орн (фр. Fontenai-sur-Orne) насеље је и општина у северној Француској у региону Доња Нормандија, у департману Орн која припада префектури Аржантан.
По подацима из 2011. године у општини је живело 247 становника, а густина насељености је износила 37,94 становника/km². Општина се простире на површини од 6,51 km². Налази се на средњој надморској висини од 65 метара (максималној 193 m, а минималној 147 m).

## Демографија
| 1962. | 1968. | 1975. | 1982. | 1990. | 1999. | 2011. |
| ----- | ----- | ----- | ----- | ----- | ----- | ----- |
| 215   | 192   | 200   | 264   | 292   | 277   | 247   |

График промене броја становника у току последњих година